# Szermierka na wózkach na Letnich Igrzyskach Paraolimpijskich 2012
Szermierka na wózkach na Letnich Igrzyskach Paraolimpijskich 2012 w Londynie rozgrywana była między 4 - 8 września, w hali ExCeL.

## Kwalifikacje
Do igrzysk zakwalifikowało się 100 zawodników.
Zawodnicy podzieleni byli na dwie grupy w zależności od stopnia niepełnosprawności:
- A – zawodnicy z pełną swobodą ruchów tułowia i ramion
- B – zawodnicy z ograniczoną swobodą ruchów tułowia i ramion

## Medaliści

### Mężczyźni
| Konkurencja                       | Złoto                                      | Srebro                                                       | Brąz                                                         |
| Szpada                            |                                            |                                                              |                                                              |
| Indywidualnie - kat A (szczegóły) | Dariusz Pender                             | Romain Noble                                                 | Matteo Betti                                                 |
| Indywidualnie - kat B (szczegóły) | Jovane Silva Guissone                      | Tam Chik Sum                                                 | Alim Latrèche                                                |
| Floret                            |                                            |                                                              |                                                              |
| Indywidualnie - kat A (szczegóły) | Ye Ruyi                                    | Chen Yijun                                                   | Richárd Osváth                                               |
| Indywidualnie - kat B (szczegóły) | Hu Daoliang                                | Anton Dacko                                                  | Alim Latrèche                                                |
| Drużynowo - kat AB (szczegóły)    | Chiny · Chen Yijun · Hu Daoliang · Ye Ruyi | Francja · Alim Latrèche · Ludovic Lemoine · Damien Tokatlian | Hongkong · Chang Wing Kin · Chung Ting Ching · Wong Tang Tat |
| Szabla                            |                                            |                                                              |                                                              |
| Indywidualnie - kat A (szczegóły) | Chen Yijun                                 | Tian Jianquan                                                | Chan Wing Kin                                                |
| Indywidualnie - kat B (szczegóły) | Grzegorz Pluta                             | Marc-André Cratère                                           | Alessio Sarri                                                |

### Kobiety
| Konkurencja                       | Złoto                                   | Srebro                                                      | Brąz                                                   |
| Szpada                            |                                         |                                                             |                                                        |
| Indywidualnie - kat A (szczegóły) | Yu Chui Yee                             | Zsuzsanna Krajnyák                                          | Wu Baili                                               |
| Indywidualnie - kat B (szczegóły) | Saysunee Jana                           | Simone Briese-Baetke                                        | Chan Yui Chong                                         |
| Drużynowo - kat AB (szczegóły)    | Chiny · Rong Jing · Wu Baili · Yao Fang | Węgry · Gyöngyi Dani · Veronika Juhász · Zsuzsanna Krajnyák | Hongkong · Chan Yui Chong · Fan Pui Shan · Yu Chui Yee |
| Floret                            |                                         |                                                             |                                                        |
| Indywidualnie - kat A (szczegóły) | Yu Chui Yee                             | Wu Baili                                                    | Zsuzsanna Krajnyák                                     |
| Indywidualnie - kat B (szczegóły) | Yao Fang                                | Gyöngyi Dani                                                | Marta Makowska                                         |

## Tabela medalowa
| Miejsce | Państwo   | Złoto | Srebro | Brąz | Razem |
| ------- | --------- | ----- | ------ | ---- | ----- |
| 1.      | Chiny     | 6     | 3      | 1    | 10    |
| 2.      | Hongkong  | 2     | 1      | 4    | 7     |
| 3.      | Polska    | 2     | 0      | 1    | 3     |
| 4.      | Brazylia  | 1     | 0      | 0    | 1     |
| 4.      | Tajlandia | 1     | 0      | 0    | 1     |
| 6.      | Francja   | 0     | 3      | 2    | 5     |
| 6.      | Węgry     | 0     | 3      | 2    | 5     |
| 8.      | Niemcy    | 0     | 1      | 0    | 1     |
| 8.      | Ukraina   | 0     | 1      | 0    | 1     |
| 10.     | Włochy    | 0     | 0      | 2    | 2     |